# Aristolochia wrightii
Aristolochia wrightii är en piprankeväxtart som beskrevs av Berthold Carl Seemann. Aristolochia wrightii ingår i släktet piprankor, och familjen piprankeväxter. Inga underarter finns listade i Catalogue of Life.